# Andrena nantouensis
Andrena nantouensis är en biart som beskrevs av Dubitzky 2006. Andrena nantouensis ingår i släktet sandbin, och familjen grävbin. Inga underarter finns listade i Catalogue of Life.